# Sandalodes pumicatus
Sandalodes pumicatus är en spindelart som först beskrevs av Tord Tamerlan Teodor Thorell 1881.  Sandalodes pumicatus ingår i släktet Sandalodes och familjen hoppspindlar. Inga underarter finns listade i Catalogue of Life.